# Bresimo
Bresimo és un municipi italià, dins de la província de Trento. L'any 2007 tenia 264 habitants. Limita amb els municipis de Caldes, Cis, Livo, Malè, Rabbi, Rumo i Ulten (BZ).

## Administració
| Període | Identitat               | Partit        |
| ------- | ----------------------- | ------------- |
| 2004-   | Giulio Giovanni Arnoldi | Llista cívica |